# Takary (przystanek kolejowy)
Takary (biał. Такары; ros. Токари) – przystanek kolejowy w pobliżu miejscowości Starynki, w rejonie bobrujskim, w obwodzie mohylewskim, na Białorusi. Położony jest na linii Homel - Żłobin - Mińsk.
Nazwa pochodzi od pobliskiej miejscowości Takary.